# Handicap (Sport)
Das Handicap ist in Sport und Spiel ein in der Regel berechneter Faktor, der unterschiedliche Leistungsstärken nivellieren soll, um auch in einem heterogenen Feld einen spannenden Wettbewerb zu ermöglichen. Der Begriff leitet sich vom englischen Tausch-Spiel Hand-in-cap ab.

## Handicap durch Spielvorgaben

### Spielvorgaben im Golf
Hauptartikel: Handicap (Golf), Course Rating und Slope
Im Golfsport wird aus den Eigenschaften des bespielten Golfplatzes (Course Rating und Slope) und aus der Stammvorgabe (Handicap) jedes Amateurspielers die Spielvorgabe berechnet, die er als sogenannte Vorgabeschläge erhält. Ein besserer Spieler auf einem einfacheren Platz muss die Runde also mit entsprechend weniger Schlägen absolvieren, um ein vergleichbares Ergebnis zu erzielen.

### Spielvorgaben im Go
Hauptartikel: Vorgabe (Go)
Beim Go wirken sich Spielvorgaben in zusätzlichen Steinen aus, die der schwächere Spieler bereits vor Beginn der Partie auf dem Brett platzieren darf.

### Spielvorgaben im Schach
Hauptartikel: Vorgabepartie
Beim Schach kann einem schwächeren Gegner ein materielles Übergewicht oder der Anzugsvorteil überlassen werden.

### Torvorgaben im Polo
Das Handicap reicht beim Polo-Spieler von −2 bis +10. Die Summe der Handicaps der vier Spieler im Team ergibt das Team Handicap. Spielen unterschiedlich starke Mannschaften gegeneinander, errechnet man eine Tordifferenz, die die schwächere Mannschaft als Vorgabe erhält. Die Formel lautet: Handicap-Differenz × Anzahl der Chukker (in Europa i. d. R. 4) : 6. Nachkomma-Stellen werden dabei auf 0,5 gerundet. So kann das niedriger gehandicapte Team auch halbe Punkte, also halbe Tore als Vorgabe erhalten! Da halbe Tore im Spiel nicht erzielt werden können, ist in diesem Fall ein Unentschieden unmöglich, eine Verlängerung in einem K.-o.-Spiel nicht erforderlich.
Seit etwa 2020 gibt es für reine Damen-Turniere Ladies Handicaps, die 2 bis 5 Punkte über dem allgemeinen HCP liegen.

### Spielvorgaben im Billard
Im Billard, besonders in den Sparten English Billiards, Snooker und 14/1-endlos, wird den schwächeren Spielern ein Punktevorsprung auf den Stärkeren gewährt. So wurde z. B. bei den News of the World Championship (1950–1959) allen Teilnehmern ein 20-Punkte-Vorsprung je Frame auf den überragenden Spieler Joe Davis gegeben; später war die Praxis vor allem im Amateurbereich üblich.

## Handicap durch Gewichtszulage
Bei Pferderennen, Autorennen und im Luftsport gibt es bestimmte Wettbewerbe, bei denen stärker eingestufte Teilnehmer mit zusätzlichen Gewichten starten müssen.

## Handicap durch Distanzzulage
Ebenfalls bei Pferderennen – nur bei Trab-, nicht bei Galopprennen – gibt es Wettbewerbe, in denen stärkere Teilnehmer längere Distanzen zurücklegen müssen.

## Handicap durch Punkteumrechnung
Im Segelflug werden Handicapfaktoren in der Club- und Doppelsitzerklasse auf die Punktewertung eines Fluges umgerechnet. Der Handicapfactor hängt dabei von der Leistungsfähigkeit des Flugzeugtypen ab und wird vom Deutschen Aero-Club für jeden Flugzeugtyp in der sogenannten Indexliste festgelegt.

## Handicap durch Zeitkorrektur
Beim Regattasegeln mit Ausgleichsformeln wird jedem Boot auf der Grundlage einer Vermessung ein Rennwert (Rating) zugeordnet, mittels dessen aus der gesegelten Zeit eine für das Klassement maßgebliche berechnete Zeit ermittelt wird. Bekannteste unter den Ausgleichsformeln ist die sehr einfache und auf Erfahrungswerten beruhende Yardstick Wertung. Früher gab es die IOR (International Offshore Rules) oder IMS-Klassen (International Measurement System), heute sind die ORC-Klassen sehr verbreitet. Oftmals werden auch unterschiedliche Boote mit gleichem Rating zu einer Klasse zusammengefasst, wie zum Beispiel die Boote der Meter-Klassen oder die Tonner-Klassen (Eintonner, Halbtonner etc.).
Eine weitere Form der Zeitkorrektur existiert bei nordischen und alpinen Wettkämpfen der Paralympischen Spiele. Dort wird der Handicap-Ausgleich dadurch gelöst, dass bei höherem Schweregrad der Behinderung die Uhr der Zeitmessung dann um einen speziellen Faktor langsamer läuft.

## Handicap durch Entwicklungsbeschränkung
Seit 2021 wird in der Formel 1  festgelegt, wie viel Zeit die einzelnen Teams für Windkanaltests bei der Entwicklung ihrer Autos nutzen dürfen. Teams bekommen umso weniger Zeit, je weiter vorn sie in der Konstrukteurswertung liegen. Das führende Team bekommt entsprechend die wenigste, das letzte die meiste Zeit.